# Тетрателлурид триниобия
Тетрателлурид триниобия — бинарное неорганическое соединение
ниобия и теллура
с формулой Nb3Te4,
кристаллы.

## Получение
- Сплавление стехиометрических количеств чистых веществ:

{\displaystyle {\mathsf {3Nb+4Te\ {\xrightarrow {500-1350^{o}C}}\ Nb_{3}Te_{4}}}}

## Физические свойства
Тетрателлурид триниобия образует кристаллы
гексагональной сингонии,
пространственная группа P 63/m,
параметры ячейки a = 1,0671 нм, c = 0,36468 нм, Z = 2
.